# Les Signaux du Soleil
Semnalele Soarelui (titlu original Les Signaux du Soleil) este un roman științifico-fantastic din 1943 scris de autorul francez Jacques Spitz. A fost republicat în antologia Chasseurs de Chimère din 2006.

## Povestea
Oamenii descoperă îngroziți că atmosfera conține din ce în ce mai puțin oxigen și azot, fiecare fenomen de sărăcire fiind însoțit de cicloane înspăimântătoare care răvășesc planeta. După mai multe observații se constată că de fapt marțienii și venusienii au decis să exploateze resursele naturale ale Pământului pentru a extrage ce le lipsește fără a le păsa că planeta este locuită...